# 20372 Джуліяфеннінг
20372 Джуліяфеннінг (20372 Juliafanning) — астероїд головного поясу, відкритий 22 травня 1998 року.
Тіссеранів параметр щодо Юпітера — 3,581.